# Ina Kopp
Ina Kopp ist eine deutsche Medizinerin, Versorgungsforscherin und Hochschullehrerin. Sie war Mitglied des Wissenschaftlichen Beirats des Instituts für Qualitätssicherung und Transparenz im Gesundheitswesen (IQTIG). Aktuell leitet sie das AWMF-Institut für Medizinisches Wissensmanagement.
Während ihrer Zeit als Ärztin im Praktikum war Ina Kopp ab 1995 im Law Hospital im schottischen South Lanarkshire und im Fachbereich Medizin der Marburger Philipps-Universität tätig. Im Jahr 1997 erhielt sie ihre Approbation als Ärztin, promovierte zum Dr. med. und machte den Fachkundenachweis für den Rettungsdienst. Anschließend war Kopp als Assistenzärztin im Fachbereich Innere Medizin sowie am Institut für Theoretische Chirurgie der Philipps-Universität beschäftigt.
Kopp habilitierte sich im Jahr 2004 im Fach Theoretische Chirurgie und klinische Versorgungsforschung am Fachbereich Medizin der Philipps-Universität Marburg zum Thema „Systematische Entwicklung und Implementierung von Leitlinien in Deutschland“. Bis 2009 leitete sie das Leitlinienbüro der AWMF in Marburg. Seither leitet sie das Institut für Medizinisches Wissensmanagement der AWMF.
Kopp ist Gesandte der AWMF im Guidelines International Network (GIN), Mitglied des Board of Trustees und bekleidete bereits mehrere wesentliche Funktionen – von 2014 bis 2016 war sie beispielsweise Vorsitzende des GIN. Von 2016 bis 2020 war Kopp Mitglied des Wissenschaftlichen Beirats des Instituts für Qualitätssicherung und Transparenz im Gesundheitswesen (IQTIG). Dieses Institut berät den G-BA zu Fragen der Versorgungsqualität und erhebt entsprechende Daten. Zudem war sie als Vertreterin der AWMF Mitglied des Fachausbeirat NVL (Nationalen Versorgungsleitlinien) des Ärztlichen Zentrums für Qualität in der Medizin ÄZQ bis zur Auflösung der Institution Ende 2024.
Kopp erhielt im Jahr 2011 die Hermann-Gutzmann-Medaille der Deutschen Gesellschaft für Phoniatrie und Pädaudiologie und ein Jahr später die Franz-Kuhn-Medaille der Deutschen Gesellschaft für Phoniatrie und Pädaudiologie. Seit 2019 ist sie  Ehrenmitglied der Deutschen Gesellschaft für Senologie.